# Papel biblia

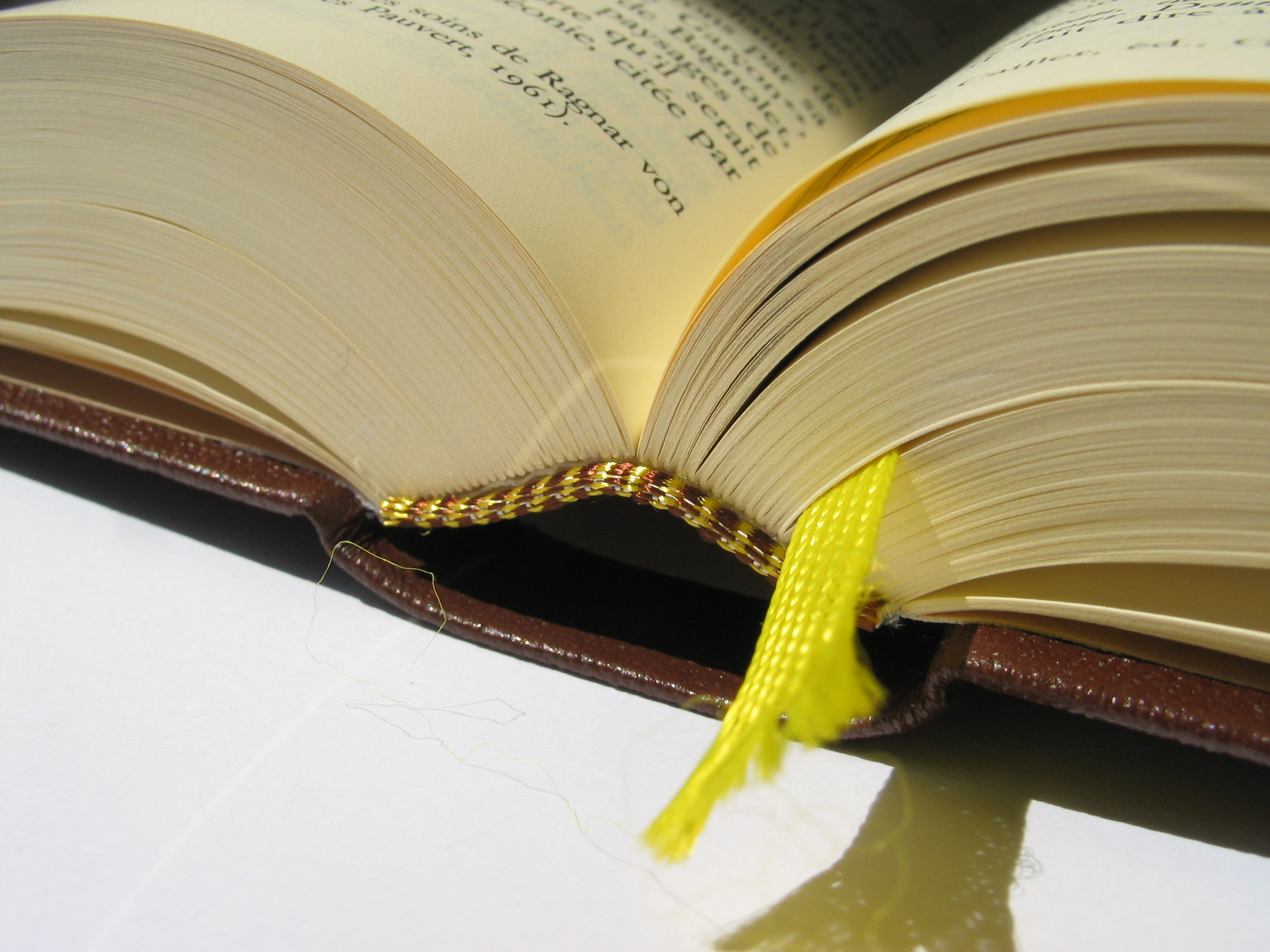
Un libro de la Bibliothèque de la Pléiade. El grosor mínimo del papel biblia permite crear libros con muchas páginas que sean compactos.

El papel biblia o papel de biblia es un tipo de papel fino y opaco creado en el siglo XIX por la Oxford University Press, que se utiliza para imprimir libros que tienen muchas páginas, tales como la Biblia, de donde recibe su nombre. Este tipo de papel suele contener fibras de algodón o lino para aumentar su resistencia a pesar de su delgadez.
Además de Biblias, se le utiliza para elaborar enciclopedias y diccionarios, así como algunos libros de ficción, tales como los publicados por la Bibliothèque de la Pléiade. La Norton Anthology of English Literature también es conocida por utilizar papel biblia (un ensayista del New York Times le refiere como un "fino papel de fumar" ).